# Ośrodek Zapasowy 16 Dywizji Piechoty
Ośrodek Zapasowy 16 Dywizji Piechoty (OZ 16 DP) – oddział piechoty Wojska Polskiego, nie istniejący w czasie pokoju.

## Formowanie i organizacja
Ośrodek Zapasowy 16 Dywizji Piechoty nie istniał w organizacji pokojowej Wojska Polskiego. Był Jednostką mobilizowaną zgodnie z planem mobilizacyjnym „W”, w II rzucie mobilizacji powszechnej, w czasie X+7. Jednostką mobilizującą Ośrodek Zapasowy 16 Dywizji Piechoty był 64 pułk piechoty. Ośrodek miał być formowany według organizacji wojennej L.3010/mob.org., ukompletowany zgodnie z zestawieniem specjalności oraz uzbrojony i wyposażony zgodnie z wojennymi należnościami materiałowymi. W skład ośrodka zapasowego ramowo wchodziło:
- dowództwo ośrodka zapasowego,
- kompania gospodarcza ośrodka zapasowego,
- kompania podchorążych rezerwy ośrodka zapasowego,
- trzy bataliony ośrodka zapasowego po trzy kompanie strzeleckie i jednej kompanii ckm,
- pluton przeciwpancerny ośrodka zapasowego,
- pluton pionierów ośrodka zapasowego,
- pluton łączności ośrodka zapasowego,
- pluton zwiadowców ośrodka zapasowego[3].

Po zmobilizowaniu wszystkich jednostek przewidzianych planem „W” w ramach mobilizacji alarmowej, w koszarach 64 pułku piechoty w Grudziądzu, w koszarach 65 pułku piechoty w Grudziądzu i Gniewie oraz w 66 pułku piechoty we Chełmnie pozostały znaczne nadwyżki osobowe rezerwistów oraz kadry stałej niezbędnej do sformowania i pracy z uzupełnieniami. Nadwyżki te sformowano w Oddziały Zbierania Nadwyżek poszczególnych pułków piechoty.  
Oddział Zbierania Nadwyżek 64 pp, wraz z większą częścią zapasów umundurowania, broni i wyposażenia wraz z rusznikarzami pułku oraz większością zapasów żywnościowych pod dowództwem mjr. Ludwika Karaffa-Korbut 29 sierpnia 1939 odjechał transportem kolejowym do mobilizowanego Ośrodka Zapasowego 16 DP w Radomiu. Z kasą pułku wyjechał również tym transportem oficer płatnik. Część kadry dowódczej pułku formowała dowództwo OZ 16 DP. Duża część szeregowych rezerwy pochodziła z okolic Gdyni.Transport OZN 64 pp odbył się trasą Kornatów, Toruń, Warszawa, Końskie, Skarżysko Kamienna, Radom. Po przyjeździe do Radomia 30 sierpnia zakwaterowano oddział w części koszar 72 pp. 31 sierpnia po stwierdzeniu przypadku tyfusu wśród rezerwistów OZN 64 pp przeniesiono do wsi Stara Wola Gołębiowska na północ od Radomia.    
Oddział Zbierania Nadwyżek 65 pp, wraz z częścią zapasów umundurowania, broni i wyposażenia pod dowództwem mjr. Antoniego Hyżego 29 sierpnia 1939 o godz.9.00 z Grudziądza odjechał transportem kolejowym do Ośrodka Zapasowego 16 DP w Radomiu, poprzez Toruń i Warszawę. Po przybyciu do Radomia skierowano go do wsi Annowo, tam prowadzono prace organizacyjne. 
29 sierpnia 1939 wyjechał z Chełmna do Radomia Oddział Zbierania Nadwyżek 66 pp i wszedł tam w skład Ośrodka Zapasowego 16 DP. Nadwyżkami dowodził mjr Tadeusza Gontarski, w ich skład weszli żołnierze pozostali po mobilizacji alarmowej pododdziałów piechoty zmobilizowanych w Chełmnie, nadwyżki sprzętu, wyposażenia i broni. W dniu 30 sierpnia nadwyżki 66 pp znalazły się w Radomiu.    
Po przybyciu do Radomia do koszar 72 pułku piechoty w Radomiu, były tam mobilizowane w II rzucie mobilizacji powszechnej dowództwo, pododdziały specjalne oraz I batalion 93 pułku piechoty. Częściowo w koszarach i innych obiektach publicznych w Radomiu rozpoczęto od 31 sierpnia mobilizację rezerwistów dla potrzeb OZ 16 DP. Do 3 września zmobilizowano ponad 1000 żołnierzy rezerwistów. Po wyjeździe Oddziałów Zbierania Nadwyżek 64 i 65 pułków piechoty, na miejscu w Grudziądzu koszarach 64 pp i 65 pp sformowano po jednej kompanii strzeleckiej z rezerwistów tak zwanych nadwyżek. Obie te kompanie słabo wyposażone i uzbrojone wraz ze zmobilizowanymi w Grudziądzu kompanią asystencyjną nr 183 i zmobilizowana w Chełmie w 66 pp kompanią karabinów maszynowych i broni towarzyszących nr 83 sformowały improwizowany batalion piechoty „Grudziądz”. Nazwany batalionem szturmowym 16 DP „Grudziądz”. Batalion ten wcielono do 208 pułku piechoty rez..

## OZ 16 DP w kampanii wrześniowej
Z uwagi na przełamanie obrony na styku Armii „Kraków“ i Armii „Łódź“, przez jednostki pancerno-motorowe ze składu niemieckiej 10 Armii, zaistniała nagła potrzeba przyspieszenia przygotowań do obrony Kielc i Radomia. Po  ogłoszeniu mobilizacji powszechnej napłynęli następni rezerwiści. Na dzień 3 września stan OZ 16 DP osiągnął liczebność 518 oficerów i podchorążych oraz około 3800 szeregowych. 3 września po godz.15.00 na rozkaz tworzącego Podgrupę „Radom“ ppłk. dypl. Bronisława Kowalczewskiego, ppłk Tadeusz Knopp zastępca dowódcy ośrodka, sformował improwizowany pułk piechoty pod swoim dowództwem.   
Pozostała część żołnierzy OZ 16 DP dla której nie wystarczyło broni i mundurów w liczbie około 1 000 żołnierzy pod dowództwem kpt. Zygmunta Sterza i por. Bolesława Firyna, nocą 6/7 września pomaszerowała pieszo na wschód. Początkowo na siedzibę OZ 16 DP wyznaczono rejon Słonimia, jednak w trakcie marszu OZ 16 DP skierowano do Kowla. W trakcie marszu kolumna ośrodka była wielokrotnie atakowana przez niemieckie lotnictwo. 18 września pozostałość dotarła do Kowla, na miejsce dotarło tylko 25% żołnierzy, którzy wymaszerowali z Radomia. W Kowlu na rozkaz płk. dypl. Leona Koca zdemobilizowano pozostałość ośrodka. Większość żołnierzy udała się w kierunku Bugu i po drodze dołączyła do Samodzielnej Grupy Operacyjnej „Polesie”.   

### Pułk piechoty (improwizowany) OZ 16 DP ppłk. Tadeusza Knoppa
III batalion bojowy tego pułku zorganizowano z żołnierzy 66 pp, pod dowództwem mjr Tadeusza Gontarskiego. Batalion jak i cały pułk nie posiadał częściowo broni strzeleckiej, wyposażenia, hełmów. Natomiast umundurowanie było niekompletne lub starych wzorów, które przywieziono ze sobą lub pozyskano z magazynów 72 pułku piechoty w Radomiu. Brakowało kuchni polowych, taborów, środków łączności, żołnierze posiadali bieliznę starą, buty stare. Nową broń strzelecką uzyskano z Fabryki w Radomiu, a bron zespołowa z centralnych magazynów.  
Z kadry i rezerwistów 65 pułku, od 30 sierpnia do 3 września we wsi Stara Wola Gołębiowska sformowano batalion bojowy pod dowództwem mjr. Antoniego Hyżego. Batalion otrzymał jako uzupełnienie posiadanej nielicznej broni strzeleckiej nową fabrycznie broń z Fabryki Broni w Radomiu oraz granaty z magazynów innych fabryk. Natomiast umundurowanie było niekompletne lub starych wzorów, które przywieziono ze sobą lub pozyskano z magazynów 72 pp w Radomiu. Brakowało kuchni polowych, taborów, środków łączności. 
Z kadry i rezerwistów 64 pułku piechoty, od 30 sierpnia do 3 września we wsi Stara Wola Gołębiowska sformowano batalion bojowy pod dowództwem mjr. Ludwika Karaffa-Korbut. Batalion otrzymał jako uzupełnienie posiadanej nielicznej broni strzeleckiej nową fabrycznie broń z Fabryki Broni w Radomiu oraz granaty z magazynów innych fabryk. Z rozbitego transportu uzyskano nowe 4 ckm z amunicją. Natomiast umundurowanie było niekompletne lub starych wzorów, które przywieziono ze sobą lub pozyskano z magazynów 72 pp w Radomiu. Brakowało kuchni polowych, taborów, środków łączności. 
Łączny stan OZ 16 DP wynosił 518 oficerów i podchorążych i ok. 3800 szeregowych. Stan pułku piechoty OZ 16 DP około 3000 żołnierzy.       
3 września pułk wymaszerował z Radomia do wsi pod Radomiem w kierunku lotniska. Z uwagi na stwierdzone braki ppłk. dypl. Bronisław Kowalczewski rozkazał z zarekwirować broń strzelecką z Fabryki Broni w Radomiu i jej natychmiastowe wydanie oddziałom. Na mocy porozumienia ze starostą z Chęcin otrzymał 10 autobusów do przewiezienia fabrycznie nowej broni na stan pułku. Pułk otrzymał kbk wz. 29, była to broń nowa fabrycznie, przewieziona autobusami i ciężarówkami z Fabryki Karabinów i Zakładów Amunicyjnych. Przywiezione w skrzyniach kbk z produkcji bieżącej z bagnetami i amunicją, były zakonserwowane. Nie było do nich pasów nośnych, jak również żabek do bagnetów. Ponadto uzyskano dużą ilość granatów ręcznych również wprost z fabryki w Skarżysku Kamiennej. 
Pułk piechoty OZ 16 DP został załadowany 4 września o godz. 5-6.00 do wagonów kolejowych i przetransportowany do rejonu na północ od Skarżyska Kamiennego, gdzie przybył ok. godz.12.00. Po wyładowaniu schronił się do lasu z uwagi na bombardowanie Skarżyska. Następnie wyruszył marszem pieszym do lasu koło dworu Łączna, w pobliżu skrzyżowania szosy Kielce-Skarżysko Kamienna i drogi do Mniowa. W okresie organizacji pułku ppłk Knopp z własnej inicjatywy nawiązał kontakt z Główną Składnicą Uzbrojenia nr 2 w Stawach k/Dęblina i uzyskał dla pułku 24 ckm i 6 armat ppanc. oraz spory zapas amunicji. 4 września rano z okolic Radomia do Skarżyska Kamiennej wyjechał transport kolejowy z pułkiem i dotarł w rejon na północ od Skarżyska Kam. w południe. Po bombardowaniu rejonu wyładunku pułk rozpoczął marsz na dystansie 30 kilometrów w kierunku lasu koło miejscowości Łęczna. Otrzymał tam uzbrojenie w granaty z fabryki w Skarżysku. Kompania ckm batalionu bojowego 65 pp jako ostatnia pobierała broń z fabryki i nie zdążyła na transport kolejowy wraz z macierzystym batalionem. Około południa pomaszerowała pieszo w ślad za batalionem, dotarła na pozycje batalionu dopiero 6 września po przejściu 60 kilometrów. Na miejscu pułk budował zawały leśne i inne przeszkody terenowe. 
W dniu 5 września rano II (65 pp) batalion piechoty, improwizowanego pułku piechoty OZ 16 DP ppłk. Knoppa doszedł do nakazanego rejonu zajął obronę w rejonie od Kajetanowa do Klonowa, po prawej stronie szosy Kielce-Skarżysko, a batalion I (64 pp) piechoty pułku OZ 16 DP zajął obronę na lewo od szosy. III batalion (66 pp) zajął stanowiska koło dworu Łączna, w pobliżu skrzyżowania szosy Kielce-Skarżysko Kamienna i drogi do Mniowa, za stanowiskiem dowodzenia pułku. W rejonie wsi Brzezinki-Barcze zajęła pozycję kompania pionierów pułku por. Dubieszki. 
6 września dowódca pułku wyznaczył swój II(65) batalion do kontrataku na korzyść 93 pułku piechoty rez. atakowanego przez oddziały niemieckiej 2 Dywizji Lekkiej. przed godziną 17.00 batalion ruszył w kierunku szosy Skarżysko Kam.-Kielce, po osiągnięciu rejonu kamieniołomu koło Zagnańska zaskoczył niemiecki pododdział zaangażowany w walce z 3 kompanią strzelecką 93 pp rez. Niezauważony podszedł pod samo pole walki i z marszu uderzył na oddziały wroga. W tym czasie 7/55 pułku artylerii lekkiej ostrzelała tyły oddziału niemieckiego, w efekcie kontrnatarcia niemiecki oddział został rozbity. II(65 pp) batalion zdobył jeden pojazd pancerny, a 4 wspólnie z artylerzystami zniszczył. Batalion mjr. Hyżego poniósł znaczne straty w zabitych, rannych i zaginionych, w tym 8 oficerów. Batalion mjr. Hyżego toczył zacięte walki obronne w rejonie Kajetanowa do nocy 6/7 września. Na linii obrony batalionu pozostała 5 kompania strzelecka por. Domanowskiego osłaniała odwrót pułku zbiorczego 16 DP i została odcięta. Na stanowiskach trwała do świtu 7 września niszcząc niemiecką kolumnę taborową. Następnie resztki jej wycofały się w kierunku Skarżyska Kamiennego. 
Od 6 września I(64 pp) batalion toczył walki z podjazdami pancernymi wroga. Następnie batalion walczył z oddziałami niemieckiej 2 Dywizji Lekkiej. Około godz.17.00 batalion wykonał kontratak na piechotę zmotoryzowaną 2 DLek., która przełamała obronę kompanii pionierów w rejonie wsi Brzezinki-Barcze. Ponawiane kontrataki załamały się w ogniu niemieckiej broni maszynowej na skraju lasu. W czasie tych walk z batalionu zdezerterowali wszyscy żołnierze narodowości niemieckiej. Po ustaniu walk pododdziały batalionu zbierały się do świtu 7 września w lesie, za swoimi wcześniejszymi liniami obrony. 
Walki obronne na pozycji odwodowej pułku w rejonie Kajetanowa prowadził III(66 pp) batalion pułku, również poniósł wysokie straty. W pobliżu miejscowości Gózd i kamieniołomów koło Zagnańska III batalion o godz.17.00 kontratakował na oddziały niemieckiej 2 DLek. zadając jej straty. W wyniku walk zdobyto wiele broni strzeleckiej, uszkodzono również 4 czołgi i 1 samochód pancerny. Żołnierze batalionu podczas walk zmagali się także z pożarem lasu, gdzie walczyli. W czasie walki zdezerterowali z batalionu wszyscy żołnierze narodowości niemieckiej. Batalion 66 pp prowadził działania opóźniające na szosie Kielce-Suchedniów. Doszło do odłączenia się kilkudziesięciu żołnierzy, którzy oddalili się w celu poszukiwania pożywienia. Z uwagi na straty bataliony II(65 pp) i III(66 pp) połączono w zbiorczy batalion pod dowództwem mjr. Hyżego.    
7 września batalion mjr Hyżego zajął stanowiska obronne pod Osełkowem, luzując I/52 pułku piechoty. W pierwszej linii obronnej Grupy „Radom” ppłk. dypl. B. Kowalczewskiego załamując około godz.15.00 natarcie niemieckiej 2 DLek. Po odparciu ataku niemieckiego batalion wraz z pułkiem zbiorczym 16 DP wycofał się na wschodni brzeg rzeki Kamienna w okolice miejscowości Kleszczyna i Parszowa. W tym czasie do batalionu dołączyły resztki 5 kompanii i zagubiony wcześniej pluton ckm, wycofanie odbyło się pod silnym ogniem niemieckiej artylerii. Wycofujący się batalion poniósł dalsze straty osobowe.      
7 września batalion mjr. Ludwika Karaffa-Korbuta wykonał marsz w kierunku Suchedniowa został skierowany do odwodu Podgrupy „Radom” ppłk dypl. Bronisława Kowalczewskiego zajmując las w pobliżu miejscowości Ostojów. Pozostające w I linii obrony oddziały polskie załamały około godz.15.00 natarcie 2 DLek., na rozkaz ppłk. Bronisława Kowalczewskiego I batalion (64 pp) wykonał kontratak odrzucając na pozycje wyjściowe oddziały niemieckie. Ponowne niemieckie natarcie o godz.16.30 zostało zatrzymane, a kompania z I batalionu (64 pp) wykonała kolejny kontratak ze wsparciem artyleryjskim baterii 2/12 pułku artylerii lekkiej i 7/55 pal, zaskakując i odrzucając ponownie natarcie niemieckie. Na rozkaz gen. bryg. Gustawa Paszkiewicza podgrupa ppłk. Kowalczewskiego wraz z batalionem mjr. Ludwika Karaffa-Korbuta wycofała się za rzekę Kamienną w rejon miejscowości Parszów, pozostawiając jako osłonę odwrotu elementy kompanii ckm.     
Rano 7 września III batalion zajął stanowiska obronne w rejonie Osełkowa po zachodniej stronie szosy. W godz.13.00-15.00 batalion odparł natarcie piechoty niemieckiej wspartej kilkoma czołgami i silnym ogniem artylerii. Po godz.17.00 batalion wycofał się za rzekę Kamienną w kierunku Kleszczyna i Parszowa. W rejon Parszowa batalion dotarł około północy z 7/8 września.      
Nocą 7/8 września resztki pułku ppłk Knoppa wykonały marsz nocny z Parszowa do lasów w rejonie Ostrożanki w trakcie tego marszu dywersanci zastrzelili jednego oficera i ciężko ranili dowódcę batalionu mjr. Ludwika Karaffa-Korbuta, który wkrótce zmarł. Tam zarządzono odpoczynek, nakarmiono żołnierzy i przeprowadzono reorganizację pułku ppłk. Tadeusza Knoppa. Z uwagi na niski stan osobowy pułku około 600 żołnierzy, sformowano z pozostałych żołnierzy wszystkich resztek batalionów, batalion zbiorczy OZ 16 DP. Batalion zbiorczy ppłk. Tadeusza Knoppa 8 września przemieścił się do leśniczówki Jasieniec, w tym rejonie podczas odpoczynku stoczył potyczkę niemieckim patrolem pancernym 2 DLek. w rejonie leśnictwa Jasieniec.     
Tego dnia batalion pomorski OZ 16 DP, wraz z pozostałymi dwoma batalionami z Podgrupy „Radom” dołączyły do 12 Dywizji Piechoty gen. bryg. Gustawa Paszkiewicza. Batalion zbiorczy OZ 16 DP znalazł się w kolumnie marszowej z taborami 12 DP. W trakcie dalszego marszu w nocy 8/9 września pod wsią Stare Maziarze, natknięto się na niemieckie stanowiska obronne. Doszło do walki ogniowej batalionu z niemiecką obsadą wsi. O świcie 9 września wyczerpała się amunicja strzelecka i do armat ppanc. Gdy na przedpolu batalionu pojawiły się niemieckie pojazdy pancerne, prawdopodobnie na rozkaz ppłk. Tadeusza Knoppa doszło do rozproszenia resztek batalionu na grupki, które miały kierować się w kierunku Ostrowca Świętokrzyskiego lub za Wisłę. Był to kres istnienia resztek batalionu OZ 16 DP.     

#### Obsada personalna i organizacja improwizowanego pułku piechoty OZ 16 DP
Obsada personalna
- dowódca pułku - ppłk Tadeusz Knopp

- dowódca I batalionu (64 pp) - mjr Ludwik Karaffa-Korbut
- adiutant batalionu - ppor. rez. Konrad Jarzyński
- dowódca 1 kompanii strzeleckiej - ppor. Alfons Lamkowski
- dowódca 2 kompanii strzeleckiej - ppor. rez. Murszewski
- dowódca 3 kompanii strzeleckiej - por. Antoni Milewski
- dowódca kompanii ckm - por. Antoni Czaja
  - zastępca dowódcy kompanii ckm - por. rez. Zdzisław Grzeszczak[13]
  - dowódca plutonu - ppor. rez. Tadeusz Gackowski
  - dowódca plutonu - ppor. rez. Wilhelm Berendt
  - dowódca plutonu - ppor. rez. Tadeusz Ryński
  - dowódca plutonu - ppor. rez. Truś
- dowódca kompanii pionierów - por. rez. Mieczysław Dubieszko
- dowódca plutonu ppanc. - st. sierż. Grabowski
  - dowódca plutonu - ppor. rez. Władysław Samburski
- dowódca II batalionu (65 pp) - mjr Antoni Hyży
- dowódca 4 kompanii strzeleckiej - kpt. Józef Gozdecki
- dowódca 5 kompanii strzeleckiej - por. Paulin Domanowski
  - dowódca plutonu - ppor. rez. Wincenty Cześnik
- dowódca 6 kompanii strzeleckiej - kpt. Józef Hadrian
- dowódca 2 kompanii ckm - ppor. Edmund Jerka
  - dowódca plutonu - ppor. Leon Mania
  - dowódca plutonu - plut. pchor. Kazimierz Łątkowski
  - dowódca plutonu - ppor. rez. Ludwik Szczepański

- dowódca III batalionu (66 pp) - mjr Tadeusz Gontarski
- dowódca 7 kompanii strzeleckiej - kpt. Orest Białous (do 29 VIII 1939 pozostał w Chełmnie), ppor. rez. Tadeusz Szpilczyński
  - dowódca plutonu - ppor. rez. Tadeusz Szpilczyński
- dowódca 8 kompanii strzeleckiej - por. Jan Sieroń
- dowódca 9 kompanii strzeleckiej - por. Tadeusz Nowakowski
- dowódca 3 kompanii ckm - kpt. Stanisław Markowski
  - dowódcy plutonów - ppor. rez. Karol Lubański
  - dowódca plutonu - ppor. rez. Benedykt Frankowski.